# Digital Music News
Digital Music News es una revista en línea estadounidense. Proporciona una cobertura que va desde chismes hasta reportajes cotidianos e historias importantes.
La revista ha criticado a los grupos de odio, ha ido a los tribunales y "protegido... el derecho a la privacidad", ha escrito sobre los valores familiares y Black Lives Matter.

## Perspectiva general
Digital Music News fue fundada por Paul Resnikoff.  El sitio sirve como fuente de noticias y una fuente de "citar de". A veces, son los "primeros informados por".
Algunos de sus datos sobre la economía de la industria han sido utilizados por otros, como The Wall Street Journal y The Economist con respecto a las tendencias. El sitio ha sido descrito por The New York Times como un blog de la industria.
En 2012 estaba en medio de una demanda de protección de fuentes periodísticas, y han informado sobre otros asuntos legales. Para algunas de sus historias, actúan como agregadores de noticias, pero también sirven como fuente de dicha agregación por parte de los principales periódicos como The New York Times y revistas de noticias como Newsweek y Wired. En 2017, The Atlanta Journal-Constitution escribió, con respecto a una historia de Digital Music News que informa que el Southern Poverty Law Center (SPLC) descubrió sobre grupos de odio de música en línea, que en "Menos de 24 horas después de que se publicara el artículo, Spotify eliminó la música de su plataforma".

## Características
Aparte de hacer popularidad y las historias de "Top 10", también se interesan por temas relacionados con la industria y la historia de la industria. Un artículo de opinión de MacWorld de 2005 sobre la piratería y los precios se centró en una columna de Digital Music News que decía: "El verdadero boogeyman puede estar en los precios". En 2018, el "problema de la música neonazi de YouTube" de la BBC tenía tres párrafos que describían la puntualidad de la investigación y la presentación de informes de Digital Music News.
Su boletín de correo electrónico se llama Daily Snapshot.

## Competencia
Sus informes compiten con fuentes como Webnoize, pero cada uno se especializa de manera diferente. FutureMusic.com es otro competidor. FYI Music News, un sitio web canadiense que coopera con ellos, reimprime parte de su material.

## Crítica
Franklin Graves, graduado de la Universidad de Samford en 2010 y asesor corporativo de Naxos Music Group, afirmó en 2015 que "Todo el mundo sabe que DigitalMusicNews.com es extremadamente sesgado y pesado con enlaces de click-bait".